# Quân chủ Luxembourg
Đại công tước Luxembourg (tiếng Luxembourg: Herrscher vu Lëtzebuerg; tiếng Pháp: Grand-duc de Luxembourg; tiếng Đức: Großherzog von Luxemburg) là tước hiệu của vị quân chủ Đại công quốc Luxembourg. Khởi đầu từ một bá quốc chư hầu của Đế quốc La Mã Thần thánh, Luxembourg đã phát triển và được công nhận tư cách đại công quốc kể từ ngày 15 tháng 3 năm 1815, trong cùng một liên minh cá nhân với Hà Lan cho đến năm 1890, trở thành một quốc gia độc lập, có chủ quyền như ngày nay.
Kể từ khi lập quốc từ năm 1815, đã có 9 vị quân chủ giữ tước vị Đại công tước Luxembourg, gồm cả vị quân chủ đương kim: Đại công tước Henri. Trong đó có 3 người là quân chủ Hà Lan và 2 nữ đại công tước.

## Các Đại công tước Luxembourg

### Vương triều Orange-Nassau
| Tên hiệu   | Chân dung   | Huy hiệu    | Thời gian sống                       | Thời gian tại vị                     | Chú thích         |
| ---------- | ----------- | ----------- | ------------------------------------ | ------------------------------------ | ----------------- |
| Wëllem I   | không khung | không khung | 24 tháng 8, 1773 - 12 tháng 12, 1843 | 15 tháng 3, 1815 - 7 tháng 10, 1840  | Quốc vương Hà Lan |
| Wëllem II  | không khung | không khung | 6 tháng 12, 1792 - 17 tháng 3, 1849  | 7 tháng 10, 1840 - 17 tháng 3, 1849  | Quốc vương Hà Lan |
| Wëllem III | không khung | không khung | 19 tháng 2, 1817 - 23 tháng 11, 1890 | 17 tháng 3, 1849 - 23 tháng 11, 1890 | Quốc vương Hà Lan |

### Vương triều Nassau-Weilburg
| Tên hiệu       | Chân dung   | Huy hiệu    | Thời gian sống                            | Thời gian tại vị                            | Chú thích |
| -------------- | ----------- | ----------- | ----------------------------------------- | ------------------------------------------- | --------- |
| Adolphe        | không khung | không khung | 24 tháng 7, 1817 - 17 tháng 11 năm 1905   | 23 tháng 11 năm 1890 - 17 tháng 11 năm 1905 |           |
| Wëllem IV      | không khung | không khung | 12 tháng 4 năm 1852 - 25 tháng 2 năm 1912 | 17 tháng 11 năm 1905 - 25 tháng 2 năm 1912  |           |
| Marie-Adélaïde | không khung | không khung | 14 tháng 6 năm 1894 - 24 tháng 1 năm 1924 | 25 tháng 2 năm 1912 - 14 tháng 1 năm 1919   |           |
| Charlotte      | không khung | không khung | 23 tháng 1 năm 1896 - 9 tháng 7 năm 1985  | 14 tháng 1 năm 1919 - 12 tháng 11 năm 1964  |           |
| Jean           | không khung | không khung | 5 tháng 1 năm 1921 - 23 tháng 4 năm 2019  | 12 tháng 11 năm 1964 - 23 tháng 4 năm 2019  |           |
| Henri          | không khung | không khung | 16 tháng 4 năm 1955 - nay                 | 7 tháng 10 năm 2000 - nay                   |           |

## Tước hiệu đầy đủ của Đại công tước Henri
Tước hiệu đầy đủ của Đại Công tước Henri: "Nhờ Ơn Sủng của Thiên Chúa, Đại Công tước của Luxembourg, Công tước xứ Nassau, Bá tước xứ Palatine của sông Rhine, Bá tước của Sayn, Königstein, Katzenelnbogen và Diez, Burgrave của Hammerstein, Lãnh chúa của Mahlberg, Wiesbaden, Idstein, Merenberg, Limburg và Eppstein. "tuy nhiên, lưu ý rằng rất nhiều các danh hiệu được tổ chức mà không liên quan đến các quy tắc nghiêm ngặt của thừa kế.

## Liên kết
- www.monarchie.lu (French only)